# Il talento del dolore
Il talento del dolore (Ingenious pain) è il romanzo d'esordio di Andrew Miller, pubblicato nel 1997. Il romanzo ha vinto il James Tait Black Memorial Prize per la narrativa, l'International IMPAC Dublin Literary Award e il Premio Grinzane Cavour per il romanzo in lingua straniera.

## Trama
Il romanzo è la storia di James Dyer, nato senza la capacità di sentire dolore o piacere. Ambientato nell’Inghilterra della metà del XVIII secolo, il libro segue Dyer mentre cerca di venire a patti con il suo handicap prima esibendosi come freak show, poi lavorando come chirurgo, fino al suo rinchiudimento in un manicomio.

## Edizioni
- Andrew Miller, Il talento del dolore, Bompiani, 1999,  p. 341, ISBN 88-452-3781-8.